# Yautepec (kommun)
Yautepec är en kommun i Mexiko.   Den ligger i delstaten Morelos, i den sydöstra delen av landet, 60 km söder om huvudstaden Mexico City. Antalet invånare är 84 513.
Följande samhällen finns i Yautepec:
- Yautepec
- Cocoyoc
- Oaxtepec
- Los Arcos
- Lázaro Cárdenas
- Ignacio Bastida
- Emiliano Zapata
- Las Vivianas
- San Isidro
- Corral Grande
- La Nopalera
- El Zarco
- Rancho Cuachixolotera
- El Caudillo del Sur
- Tabachines
- Ampliación Santa Rosa
- Colonia Vicente Estrada Cajigal
- Colonia Miguel Hidalgo
- El Caracol
- Ampliación Paracas
- Colonia el Partidor
- Diego Ruiz
- Ampliación Vicente Guerrero
- El Fortín
- Colonia Francisco I. Madero
- El Copalar
- La Laguna
- Ampliación Álvaro Leonel
- Colonia Paracas
- Colonia Santa Lucía
- Granjas Agrícolas
- Campo Ixtonclal
- Kilómetro 32
- Fraccionamiento Jacarandas
- Lucio Moreno
- Colonia Campo la Providencia